# Johann Heinrich Cohausen

Johann Heinrich Cohausen

Johann Heinrich Cohausen (* 1665 in Hildesheim; † 13. Juli 1750 in Vreden) war Leibarzt des Bischofs von Münster und medizin-satirischer Schriftsteller.

## Leben
Nach seinem Studium in Frankfurt an der Oder, wo er 1699 die Doktorwürde erhielt, kam er nach Münster, wo er Leibarzt von Bischof Franz Arnold und seines Nachfolgers Clemens August wurde.
In seinen mehr populär als wissenschaftlichen Schriften setzt er sich mit kuriosen Methoden auseinander. Im Hermippus Redivius mit dem Sunamitismus und der Suche nach lebensverlängernden Elixieren. Im pica nasi mit den Schnupftabak und in Neotheam mit dem Tee- und Kaffeetrinken. Er selbst war Anhänger der von Paracelsus begründeten Schule der Iatrochemie und war von Johan Baptista van Helmont beeinflusst. Seiner Vorstellung nach konnten (flüchtige) Salze die Essenz des Lebens transportieren. Das Werk Lumen Novum Phosphoris accensum war sein wissenschaftlicher Beitrag zur Frage, was Phosphoreszenz sein könnte. Seine Schriften waren ein großer Erfolg und sind z. B. 1743 durch John Campbell (1708–1775) auch ins Englische Übersetzt worden. Mit seinem Neffen, dem Mediziner und kurtrierischen Leibarzt Salentin Ernst Eugen Cohausen und dem katholischen Geistlichen und Historiker Jodocus Hermann Nünning arbeitete er zusammen und veröffentlichte einige Werke auch gemeinsam mit ihnen.
Am Ende seiner Laufbahn zog sich Cohausen in seine private Praxis in Vreden zurück.

## Werke
- Hermippus Redivius (Digitalisat)
- Mausoleum Gloriae Politico-Panegyricum XXV. Principalium Virtutum Columnis Erectum
- Lumen Novum Phosphoris accensum (Digitalisat)
- Helmontius ecstaticus (digitalisat)
- Dissertatio satyrica physico-medico-moralis de pica nasi, sive tabaci sternutatorii moderno abusi, & noxa (deutsch Sehnsucht der Lüstern Nase)
- Der wieder lebende Hermippus, oder Curioese physicalisch-medicinische Abhandlung von der seltenen Art sein Leben durch das Anhauchen Junger-Mägdchen bis auf 115. Jahr zu verlängern
- Neothea; oder, Neu-angerichtete medicinische theetafel, auff welcher fürtreffliche, so einfältig als künstlich zusammen gesetzte, theils aus einheimisch, theils ausländischen kräutern und gewächsen bestehende kräuter-thee denen liebhabern der gesundheit und langen lebens auffgetragen …